# 姬蛤
，是贻贝目壳菜蛤科孔雀蛤属的一种。主要分布于越南、韩国、中国大陆、台湾，常栖息在潮间带。